# نرويجيون
نرويجيون وهم مجموعة عرقية قومية من الأسكندنافيين وتتخذ من دولة النرويج مكان كثافتها وأصلها ويتكلمون باللغة النرويجية، يبلغ عددهم في العالم حوالي 12 مليون منهم 4,305,886 نسمة  في النرويج والباقي ينتشرون في دول العالم الجديد منهم 4,398,608 نسمة في الولايات المتحدة و 521,390 في كندا  و 465,441 في البرازيل و 25,700 في أستراليا  وينتشرون في دول أوروبية أخرى مثل المملكة المتحدة والسويد  و الدنمارك، ويعتنق أغلب النرويجيين المسيحية على مذهب اللوثرية.